# Паметник на Любен Каравелов (София)
Паметникът на Любен Каравелов в Борисовата градина в София е създаден през 1931 г. от скулптора Андрей Николов.
Изграден е от бронз и гранит със средства на учещите се в България чрез фонда „Любен Каравелов“.